# Bコース
Bコース（ビーコース）は、吉本興業東京本社（東京吉本）に所属していた日本のお笑いトリオ。2012年解散。

## メンバー
- タケト ツッコミ担当。衣装の色は青。デビュー当初はボケ担当だった。

千葉県千葉市中央区出身。B型。
2006年4月に結婚。ネクタイに嫁の名前を刺繍している。
マッシュルームカットが特徴だったが、2007年7月5日の時点で散髪。
ネタ中にスリッパを持参している。
ベビーサインの講師の資格を持っており、東京学芸大学で講義を行っている。
- ナベ ボケ担当。衣装・メガネの色は赤。デビュー当初はツッコミ担当だった。

B型。
自称リーダー。
ゲイのキャラクターが多い。
徳井義実（チュートリアル）の妹と交際をし結婚も約束していたが、8回プロポーズを断られた後に破局。8回目は2010年9月22日放送の『キリウリ』の企画の1つである「トライアスロン（スイム・ラン）」の後にプロポーズするというサプライズで行い、その場ではOKをもらえて、そのVTRを見た番組司会の宮迫博之（雨上がり決死隊）と千原ジュニアも祝福する。だがVTRには続きがあり、VTRにはナベ本人が登場して「後日『（あの場では芸人仲間や親友が見守っていたので）OKを出してしまったけど、やっぱり無理』と言われ、元から別れ話が上がっていた時期だったのでそのままフラれてしまった」という報告をした。タイミング悪く、翌9月23日にはフラれる前の時期にあった収録での『アメトーーク』が放送され、彼女とのエピソードも披露していた。
タレントのLiLiCoと2013年4月2日、日テレ系「好きになった人9」に出演し、交際を快諾した後に結局振る。
2015年8月31日を以て芸人を引退したことを、9月8日付の自身のブログで発表。
その後、雑誌記者を目指すが挫折。ニトリでアルバイトから正社員を目指すも年齢がネックとなり断念。「短大卒」「41歳」「職歴なし」という状況に絶望するなかで、カラテカの入江慎也が興した「株式会社イリエコネクション」に懇願して入社。芸人やアスリートなどのセカンドキャリアを支援する業務に就いていた が2019年に退社。同年に入江が「闇営業」騒動を起こし「イリエコネクション」は入江以外の全社員が退社したが、ナベはこれとは関係なく騒動が起きる3週間ほど前に自ら退社していた。現在は白アリ駆除会社の営業マンとして活動。
- ハブ オチ・ネタ作り担当。衣装の色は黄。

東京都練馬区出身。O型。
坊主頭が特徴。
運動が得意で体も鍛えている。
はりけ〜んずなどには「ブーハー」と呼ばれる。
将棋棋士羽生善治の従弟。
ギターが得意で、コント等でもよく披露する。
椿鬼奴に気に入られている（東野幸治曰く「しんじを降ろしてキュートンに入れたいんちゃう」）。
漫才中に「行け!稲中卓球部に出てきそうな顔」とイジられることがある。
COWCOW主催の“一発ギャグ日本一”を競うイベント『大秒殺』で2008・2009年と2年連続優勝。実力派ギャガーとして世界のナベアツから「変態芸 世界一」と評価されている。
かつて、田村淳（ロンドンブーツ1号2号）と同居していたことがある。
両親は二人とも英語教師。
2020年、「歩子（ぽこ）」に改名。

## 略歴
北海道美唄市の専修大学北海道短期大学の同級生として出会い、1996年1月に結成。トリオ名は、短大の中で専修大学に編入学するコースの名称から取った。
札幌吉本主催のオーディション番組「笑わしたるねん」（北海道テレビ放送）で合格して事務所所属となり、初期は札幌で活動していた。札幌吉本の同期にアップダウンがいる。メンバーの専修大学への編入学に伴い、1997年に東京吉本に移籍。NSCでいえば大阪15期、東京1期とほぼ同期。M-1グランプリ2002では準決勝に進出し、敗者復活戦にも出場。
2012年11月27日に、年内いっぱいで解散することを発表。テレビ朝日系芸人トーク番組『雨上がり決死隊のトーク番組アメトーーク!』の2012年12月13日放送分「持ち込み企画プレゼン大会（2012冬）」に3人全員での（トリオ芸人としての）最後の出演を果たし、同番組出演を以て解散を表明。「何をやっても結果が出なかった」、「実は全員が仲悪かった」ということを理由としている。また3人の出会いの場となった専修大学北海道短期大学も、この年の年度末をもって閉校となった。
その後も全員ピン芸人として芸能活動を継続していたが、上記の通りナベは2015年8月いっぱいで芸人を引退し、一般企業に就職した。

## 特徴・ネタ
- 主に漫才だが、ギャグもたくさん持っている。立ち位置は向かって左からナベ、タケト、ハブの順。たまにコントも行っている。
- タケトの提案を3人でステージ上に広がって行い（野球、リレーなど）ナベとハブがボケた後にタケトが「集合〜！集合して！」と集合をかけスリッパでツッコむスタイルである。
- 3人とも背が低く、タケト165cm ナベ168cm ハブ170cm。カラフルで小柄な3人がちょこまか動きまわる。
- 「Bコースギャグリスト」なるものを自分達で作り、共演芸人などが振りやすいように自分達で配っている。新ギャグが増えると改訂版を作り「改訂版で〜す、よろしくおねがいしま〜す!」と3人で配ってまわるため、芸人達の間では恒例行事になっている。
- ギャグリストはすべての所要時間などもストップウォッチで図って書いた細かいリストで、現在ではプリント4枚にもなる。
- 《ショック》《ケンカ》などからはじまるギャグが多い。
- タケトが青、ナベが赤、ハブが黄色の服を着ている。結成からポロシャツ→スーツ→ネクタイと変わっている。
  - ポロシャツは当初は市販品だったが、2004年頃に「B」のマークが入った特注のシャツを着るようになった。色は好きに選んだと言う。
  - また、2007年から3色のスーツでネタを披露する事もあった。
  - 2008年の夏頃からは3色のネクタイに白いワイシャツでネタを披露していた。

## ギャグ・キャラ・持ちネタ
声や動作が大きいことが特徴。歌や言葉に乗せて、腕を大きく動かしながら体を動かす。（一部交友のあるつんくがプロデュース）
- よっしゃー!!! の勢いで、ショッピーング!!!
- あなた達、私達、Bコース、オーレー!（登場する時、爆笑オンエアバトルの勝者コメントなどに行う）
- ちょっと、ちょっと、ちょっと…チョットトレイン出発〜!（汽車が動く手つきで舞台を動き回り）チョットー、チョットチョットー…プシュー（電車の窓が開きツッコミの手つきをしながら）かんべんしてよ〜!
- どうもゴメンなサイドステーップ。ゴメンなゴメンなサイドステーップ。許してくれる?（ナベ）本当に怒ってる?（ハブ）一緒に踊る?（3人）
- （腕を絡めながら揉み合って）何だよお前。（ハブ）何だよ?（ナベ）喧嘩やめろって!（タケト）しまったー絡まったー外してもらえますー?（3人）
- どうもありがTございS（3人）
- すいませーん、すいませーん、好き好き〜（「小池さん、小池さん、好き好き〜」ラーメン大好き小池さんの唄の替え歌）
- ツッコミの後、ナベとハブが揃って似たようなボケを被せる
- （このネタに入る前の話の内容による）ショックよ、ショック! ショクショクショック! ショック! ショック! 落ち込みまーす…（その他バリエーション有り）
- 一線引かせて頂きます!（タケト）一線引かせて頂きます!（ナベ）一線引かせて頂きます!（ハブ）出れない!!（3人）
- あ〜、ちょいと近づきまーすーが（相手に三人で近づいていく）、特にいーみはありません（前を向いたまま後ろに三人で後退）、チョイチョイ
- ナベとハブが口論になりそれをタケトや他の芸人が止めに入ると、ナベとハブが両手を繋いで「富士〜サファリパ〜ク」と歌いながら腕を上下に開いて、間にいる芸人が腕の間から顔を出し「ガオ〜」と言う（富士サファリパークのCMのパロディ）
- ハブの顔を「稲中卓球部に出てきそうな顔」、「甘栗むいちゃいましたみたいな顔」といじる
- 今回はハシャギすぎて本当にスイマセンでした!（3人）…と謝っている3人の中で実は反省してないのは誰でしょう?（ハブ）ドゥードゥードゥードゥードゥー! 正解は越後製菓!!（桃太郎侍に扮した高橋英樹主演の同社CMのパロディ）（ハブ）何で!?（3人）

タケトのみ
- （マッシュルームカット時代に周りに「キノコ」「キノコ」と言われ）「キノコじゃねぇよ!」「（「じゃあ、どこが好きなんだよ!?」と振られて）「暖かくてジメジメした所だよ!」（当時上記と同じく、キノコのようなヘアスタイルをしているので、こう答える）
- 同期のガリットチュウ福島、カラテカ矢部と共に「福島プロダクション」として活動した事がある。

ナベのみ
- オカマキャラでしゃべる。
- 突然「注目!」と叫び低いY字バランスをする。
- （ハブとタケトの掛け合いの最中に）メガネをはずして服で拭う。
- タケトのスリッパツッコミを避ける。
- スリッパでツッコまれてめがねがずれない時は、数秒してからわざとずらす。
- 周りが騒々しくなると、「しー! 猫いる!」とささやく。（その際、タケトが客席を覗いて猫を探す）

ハブのみ
- 大きな声ではしゃぐ（「ワッショイ! ワッショイ!」、「フォア〜!」など）。
- 甲子園の試合開始のサイレンの声マネ
- 腰を曲げて両手で膝の下をつかみながら頭を足の位置まで下げる。後ろ向きから行い客席を両脚の間から覗く場合もある。
- カセットテープやVTRを再生しながら早送り（巻き戻し）するときの音のモノマネ。ヨシモト∞やテレビ・舞台では共演者が早送り（巻き戻し）をしているように動く。『とんねるずのみなさんのおかげでした』の人気コーナー『細かすぎて伝わらないモノマネ選手権』では「カセットテープの再生早送り」として出場。
- 同選手権第8回大会では「イクラからかえる鮭の稚魚」で出場。美しいサイレント落下を見せ、ゲスト審査員の優香からは「アートですね」と絶賛された。
- 『あらびき団』では「環境問題を考える」と言うテーマで架空の動物を演じながら、ピンポン玉を卵に見立てて吐き出すネタを行なっている（BGMは『となりのトトロ』の挿入歌「風の通り道」）。
- おかずトランスフォーマー - 「丸の内のOLに聞いた お弁当に入っていたら嬉しいおかず」をハブがトランスフォーム（変身）してランキング形式で発表するというもの[5]。

## テレビ
- 爆笑オンエアバトル（NHK）　戦績13勝4敗 最高509KB　ゴールドバトラー認定
  - 番組には約6年半出場し続け、挑戦回数も15回を超えているが、常連組としては珍しく地方収録回（チャンピオン大会を除いた通常回）には1度も参戦した事が無かった。
  - 番組では初挑戦から漫才で挑戦していたが、番組最後の挑戦となる2008年12月4日放送回ではコントを披露し、429KBでオンエアを獲得した(この他にも2005年9月10日放送回でもコントを披露したが、こちらは329KBでオフエアとなっている)。
  - 2007年2月9日から9月21日放送回まで3戦連続で453KBを記録しており、史上初の「3回連続同一KBでのオンエア」を達成するという珍記録を残している[10]。因みにこの次の挑戦回となる2007年11月9日放送回では449KBを記録し、あと1個ボールが入っていたら4回連続同一KBでのオンエアという記録となっていた。
  - 第9回チャンピオン大会 セミファイナル6位敗退
    - 874KBで敗退[11] しており、この記録は歴代のセミファイナルで敗退した芸人における最高KBとなっている[12]。

  - 第10回チャンピオン大会 ファイナル7位
- キャナガワ（tvk）
- ゼベック・オンライン（TOKYO MX、2004年11月29日）
- 音リコ!（日本テレビ、2008年4月1日）
- ジャガイモン（テレ朝チャンネル、2008年12月25日）
- U・LA・LA@7（TOKYO MX） - 『よしもとうららちゃん』コーナー
- お笑いDynamite!（TBSテレビ） - キャッチコピーは「ポロシャツ信号機」
- お笑いメリーゴーランド（TBSテレビ）
- 鬼のワラ塾（テレビ朝日）
- おはスタ（テレビ東京）
- 新宿7キャンプシアターオススメ（テレビ東京）
- あらすじで楽しむ世界名作劇場（日本テレビ）
- MMM（日本テレビ）
- オビラジR（TBSテレビ）
- クギづけ 投稿動画ハイスクール（日本テレビ）
- やりすぎコージー（テレビ東京）
- 人生が変わる1分間の深イイ話（日本テレビ）
- 音の素（日本テレビ）
- サタデーバリューフィーバー（日本テレビ、2008年4月5日）
- 浜ちゃんと!（日本テレビ、2008年5月22日）
- アナCAN（TBSテレビ、2008年11月29日）
- 雨上がり決死隊のトーク番組アメトーーク!（テレビ朝日）
- 爆笑レッドカーペット（フジテレビ） - キャッチコピーは「トリオ・ザ・ポップ」
- 新春ゴールデンピンクカーペットSP（フジテレビ） - キャッチコピーは「トリオ･ザ･ポップ」
- ゴールドハウス（フジテレビ、2009年7月29日）
- A×A ダブルエー（テレビ東京、2009年12月12日）
- 億万笑者!〜S-1バトルへの道〜（日本テレビ、2010年1月26日）
- フットンダ（日本テレビ、2010年5月14日）
- めちゃ×2イケてるッ!（フジテレビ、2010年10月9日）
- U LA LA ナナパチ（TOKYO MX、2011年11月29日）「ななパチよしもと」コーナー

### その他
- Wii Fitでダレがイチバン燃焼できるか対決!! - Wiiのみんなのニンテンドーチャンネルにて配信
- あらびき団（TBS）　※トリオで数回、ハブのみで数回、タケトは一度だけ「福島プロダクション」として出演